# Лакур, Камиль
Камиль Лакур (род. 22 апреля 1985, Нарбон) — французский пловец, специализирующийся в плавании на спине. Пятикратный чемпион мира, пятикратный чемпион Европы, призёр чемпионата мира по плаванию на короткой воде, призёр чемпионата Европы в коротких бассейнах.

## Биография
Начал заниматься плаванием с пяти лет. В 2002 году выиграл бронзовую медаль на чемпионате Франции среди кадетов на дистанции 50 метров, в следующем году — две бронзовых медали юниорского национального чемпионата на 50 и 100 метрах, в 2004 стал двукратным чемпион Франции среди юниоров на стометровке и пятидесятиметровой дистанции. В 2003 году дебютировал на международных соревнованиях (на юниорском чемпионате Европы), но остался без медалей. На национальном взрослом первенстве в 2005 году занял третье место на 50 и 100 метрах на спине. В 2006 году перешёл к тренеру Филиппу Люке.
В 2009 году на чемпионате мира стал пятым на дистанции 50 м.
В 2010 году на чемпионате Европы выступил триумфально: выиграл стометровку на спине с рекордом Европы и вторым временем в истории, уступив только результату мирового рекордсмена Аарона Пирсола; затем стал чемпионом на дистанции 50 м, также показав второе время в истории мирового плавания на этой дистанции; потом стал трёхкратным чемпионом Европы, выиграв «золото» в комбинированной эстафете. В том же году Камиль завоевал серебряную медаль на чемпионате мира на короткой воде. По итогам 2010 года был признан лучшим пловцом Европы.
В 2011 году на чемпионате мира стал чемпионом мира на дистанции 100 м на спине, поделив первое место с Жереми Стравьюсом. На дистанции 50 метров Камиль стал вторым, уступив 0,07 секунды британцу Лиаму Тэнкоку.
В 2011 году вместе с коллегами по плаванию Фабьеном Жило, Флораном Маноду, Вильямом Менар и ещё актрисой Орели Ванек и штурманом Модом Фонтенуа принял участие в телешоу Ключи от форта Байяр и играл за ассоциацию "Фонд Мод Фонтенуа" и выиграл 10.650 Евро.
В 2012 году на Олимпийских играх стал четвёртым, уступив в борьбе за бронзу японцу Рёсукэ Ириэ 11 сотых секунды.
В 2013 году стал трёхкратным чемпионом мира, выиграв дистанцию 50 метров на спине, затем заняв первое место в составе комбинированной эстафеты. В том же году француз стал обладателем серебряной медали на чемпионате Европы на короткой воде.
В 2015 году выиграл 3 медали на чемпионате мира: золото — на 50 метрах на спине (защитил звание чемпиона мира на данной дистанции), серебро — на стометровке и бронзовую медаль — в составе комбинированной эстафеты